# 뜻으로 본 한국역사
《뜻으로 본 한국역사》는 함석헌의 주저로, 그의 독특한 범종교적 시각에서 해석한 한국역사이다.
1934-1935년에 동인지 성서조선에 연재되었다. 당시에는 '성서적 입장에서 본 조선역사'라는 이름으로 연재하였다. 후에 범종교적 시각을 가지게 되어, 내용을 개정하고 '뜻으로 본'이라고 제목을 수정하였다. 

일관된 시점에서 바라본, 사실상 최초로 쓰인 한국 통사이다.
함석헌 자신의 철학적/종교적인 심원한 통찰과, H. G. 웰스의 세계문화사대계의 관점에 영향을 받은 일종의 역사와 사상이 혼합되어 있는 사상서에 가깝다고도 할 수 있다.